# T.O.P.
T.O.P. – drugi album studyjny południowokoreańskiej grupy Shinhwa, wydany na płycie 15 kwietnia 1999 roku przez SM Entertainment. Był promowany przez singel o tym samym tytule. Tytuł płyty jest skrótem od Twinkling Of Paradise. Album sprzedał się w liczbie 377 500 egzemplarzy (stan na wrzesień 1999 roku).

## Lista utworów
| CD  | CD                                                                | CD                                  | CD                       | CD             | CD      |
| Nr  | Tytuł utworu                                                      | Tekst                               | Kompozycja               | Aranżacja      | Długość |
| --- | ----------------------------------------------------------------- | ----------------------------------- | ------------------------ | -------------- | ------- |
| 1.  | „Intro”                                                           | Eric Mun                            | Park Seong-soo           | Park Seong-soo | 0:45    |
| 2.  | „Yo! (Akdongbogoseo)” (kor. Yo! (악동보고서))                     | Yoo Young-jin                       | Yoo Young-jin, Groovie.K | Yoo Young-jin  | 3:45    |
| 3.  | „T.O.P. (Twinkling Of Paradise)”                                  | Yoo Young-jin, Eric Mun             | Yoo Young-jin            | Yoo Young-jin  | 4:37    |
| 4.  | „Won” (kor. 원, ang. Cycle)                                       | Kim Myeong-jik, Eric Mun            | Kim Myeong-jik           | Oh Han-song    | 4:00    |
| 5.  | „Nothing”                                                         | Kim Dong-hyeon, Eric Mun            | Park Seong-soo           | Park Seong-soo | 3:40    |
| 6.  | „Chimmugeul Kkaego” (kor. 침묵을 깨고, ang. Breakin' the Silence) | Parl Eun-hui, Eric Mun              | Park Hae-woon            | Park Hae-woon  | 3:37    |
| 7.  | „Somag” (kor. 소망, ang. Desire)                                  | Lee Jae-kyeong, Eric Mun            | Im Ki-hoon               | Im Ki-hoon     | 4:03    |
| 8.  | „To.G”                                                            | Kim Dong-wan, Eric Mun              | Kim Dong-wan             | Kim Dong-wan   | 3:49    |
| 9.  | „Puri” (kor. 푸리, ang. Grief)                                    | Kim Dong-wan, Eric Mun, Lee Min-woo | Kim Dong-wan             | Kim Dong-wan   | 3:02    |
| 10. | „Return”                                                          | Kim Dong-hyeon, Eric Mun            | Park Seong-soo           | Park Seong-soo | 3:59    |
| 11. | „Neoui Gyeoteseo” (kor. 너의 곁에서, ang. Forever with You)       | Shin Hye-sung, Eric Mun             | Shin In-soo              | Shin In-soo    | 3:55    |
| 12. | „T.O.P.” (Extended Version)                                       | Yoo Young-jin, Eric Mun             | Yoo Young-jin            | Yoo Young-jin  | 4:22    |
| 13. | „T.O.P.” (Edit Version)                                           | Yoo Young-jin, Eric Mun             | Yoo Young-jin            | Yoo Young-jin  | 3:35    |

## Notowania
| Lista                                   | Najwyższa pozycja |
| --------------------------------------- | ----------------- |
| Recording Industry Association of Korea | 3 (Monthly Chart) |